# Шомон сир Тарон
Шомон сир Тарон (фр. Chaumont-sur-Tharonne) је насељено место у Француској у региону Центар, у департману Лоар и Шер.
По подацима из 2011. године у општини је живело 1105 становника, а густина насељености је износила 14,11 становника/km².

## Демографија
| 1962. | 1968. | 1975. | 1982. | 1990. | 2011. |
| ----- | ----- | ----- | ----- | ----- | ----- |
| 991   | 979   | 932   | 905   | 901   | 1.105 |